# Madonna y la discriminación por edad

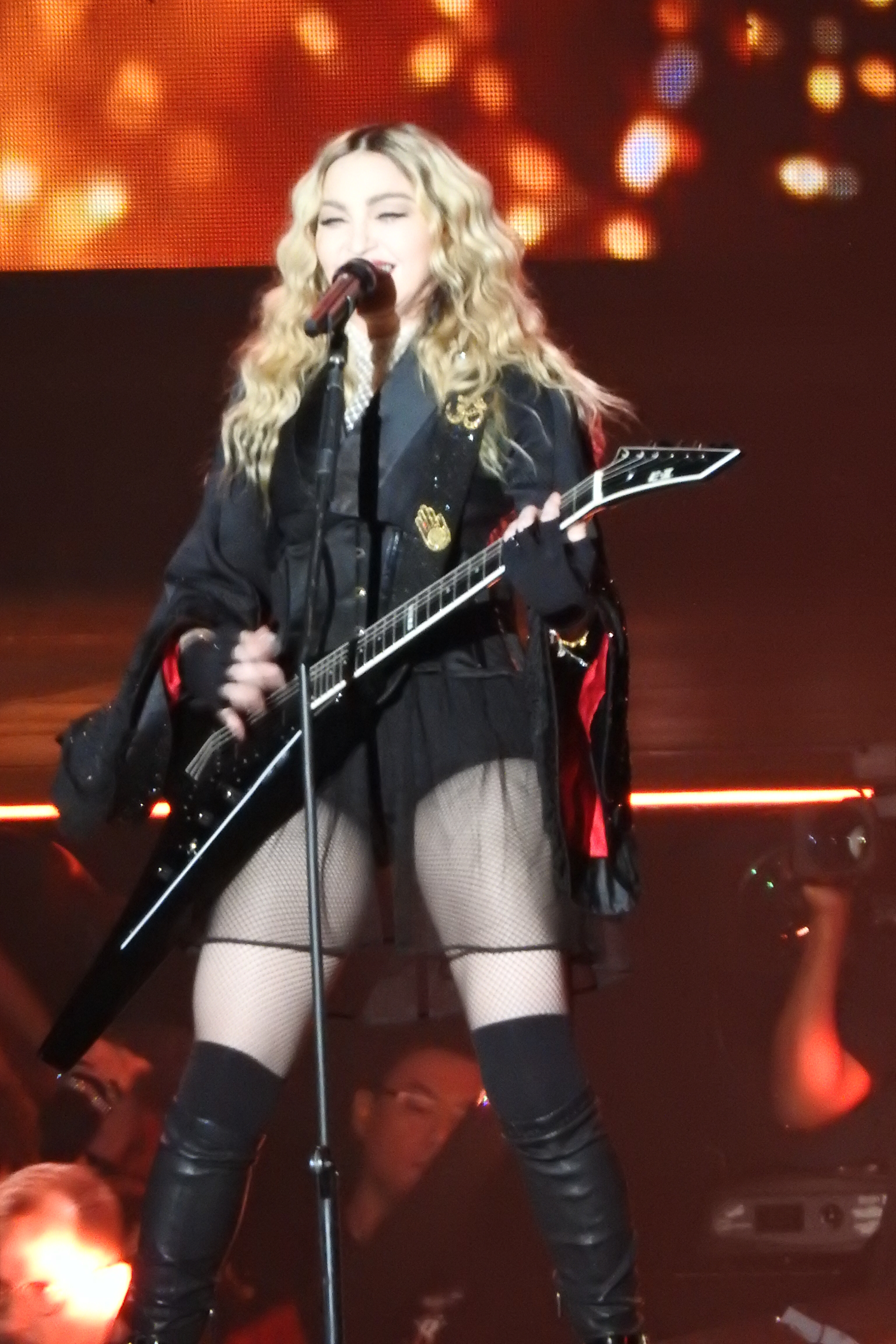
Madonna en febrero de 2016, a la edad de 57 años.

Madonna es una artista y empresaria estadounidense que, a lo largo de su carrera, ha experimentado la discriminación por edad por parte de la opinión del público, la industria del entretenimiento y los medios de comunicación. El caso particular de la intérprete ha sido relativamente el más visible y comentado en la historia de la cultura popular, y convertida así misma en una defensora. Para el mundo académico-científico, ella ha servido como un repositorio de la sociedad sobre temas afínes como el futuro o incluso la muerte desde el origen de los Madonna Studies entre finales de los años 1980 y principios de 1990. Los comentarios más de antaños sobre su edad datan a principios o mitad de esta última década, cuando la cantante estaba en el rango de 35—40 años, y especialmente frente al desarrollo y explosión del teen pop antes del comienzo del siglo xxi. 
Aunque Madonna tiene admiradores y consumidores de todas las edades y generaciones, más de algún investigador ha analizado su posición exacta con la generación milennial, como el profesor Jeetendr Sehdev quién dijo que ella se ha convertido en una «figura tóxica» para esta generación según una encuesta que él mismo realizó en 2016. Otros, más favorables, como el biógrafo Douglas Thompson (2009), dijo que ha reescrito las reglas de la mediana edad y han alabado en general, su buen estado físico, debido a sus estrictas rutinas de ejercicios, dieta y estilo de vida sin vicios de droga y alcohol, a diferencia de muchos colegas de su profesión, terminadas en trágicos casos en el peor de las situaciones. En este punto, su estilo de vida y apariencia también ha sido un punto bastante reseñado por los medios.
Un sinfín de autores y artistas la han alabado por esta lucha, mientras otros, de igual manera, han expresado sus opiniones más vitriolicas. Especialmente por ser una mujer y la actitud muchas veces desafiante que toma según los comentarios de sus detractores. Aunque como contrarespuesta, varios han señalado estos comentarios como misógino y sexistas, incluso la propia artista. Las revisiones musicales a su trabajo han tenido casi como punto central su edad, al menos desde los discos de estudio MDNA, Rebel Heart y Madame X. La artista también ha impuesto varios récords y logros estadísticos a nivel mundial sobre su edad por su desempeño en la industria musical, incluida en el Libro Guinness de los Récords por varios de estos logros.

## Contexto
Varios autores enfocados en el caso de Madonna puntualizan que la discriminación por edad inicia en la estereotipificación de la mente de muchas personas cuando piensan que al menos en lo que respecta a las mujeres mayores, estas deben actuar de cierta manera, así como mirar y hablar de cierta forma. La feminista Camille Paglia explicó que varios críticos sociales y académicos culpan a la disrupción de los roles de género durante la década de 1960 y no a la industria del entretenimiento en sí. Paglia indicó que la crisis de la mediana edad ha sido un tema arquetipo en Hollywood desde películas como Cena a las ocho (1993) o A Star is Born (1937). Desde el nacimiento de Hollywood, se ha glorificado la belleza porque el atractivo sexual resulta en una mejor taquilla y está en sintonía con los sueños y deseos de la audiencia de masas, tanto para hombres como para mujeres. No obstante, Paglia dijo que no es el sexismo la principal causa, sino los precedentes que sentó la cultura juvenil de los años 1960. Caroline Sullivan, del diario británico The Guardian, mencionó que pasado los 40, la crisis de la mediana edad afecta desproporcionadamente a las artistas femeninas. Es casi lo contrario con los hombres, como por ejemplo Tony Bennett, de más de 80 años, quien es alabado por seguir viajando y ha aumentado su stock entre los que se mantenían escépticos a sus habilidades.

## Trasfondo

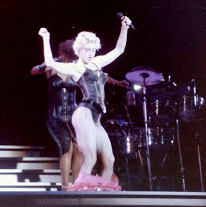
Madonna en el Who's That Girl World Tour (1987). La cantante realizó una rigurosa rutina de ejercicios, caminatas y levantamiento de pesas. Es algo que ha venido haciendo en cada gira, sin importar su edad.

La autora Abigail Garner señaló que Madonna empezó como una moderna Afrodita, encantando a su público global con el papel de «Boy Toy». Cuando se acercó a los 40 años, se convirtió en madre y dejó atrás a la seductora rubia de sus años de soltera. En 2003, se publicó su disco American Life donde Garner señaló que en esta etapa, donde la artista tenía 44 años, experimentaba lo que equivalía a una crisis de la mediana edad. En esta época, portó un estilo conservador al presentar una imagen tradicional de la maternidad mientras promocionaba la serie de sus libros infantiles, The English Roses.
En el lanzamiento del disco Confessions on a Dance Floor en 2005, los medios se enfocaron bastante en su cuerpo y en la apariencia juvenil. Además, su entrenadora Tracy Anderson dijo que tenía el cuerpo de un atleta. En 2008, alcanzar la edad de 50 años fue un año decisivo no solo para Madonna, sino para sus millones de admiradores. El entonces exesposo de la cantante, Guy Ritchie, fue acusado de sexismo al decir que la cantante, en comparación a sus bailarinas, parecía su «abuela». A esto se le sumaría la relación que tuvo con el modelo brasileño Jesús Luz, quien era varios años menor que ella. Además, los paparazzis seguían los pasos de la artista mientras salía del gimnasio o de las clases de pilates.
Los siguientes álbumes que Madonna lanzaría en la década de 2010, MDNA (2012) y Rebel Heart (2015), tuvieron bastantes reseñas enfocadas en la edad de la artista. Además, en 2012, mantuvo una relación sentimental con su bailarín Brahim Zaibat, en ese entonces de 29 años y Madonna de 53. Los medios también empezaron a rivalizar a Lady Gaga con la artista.

## Opiniones

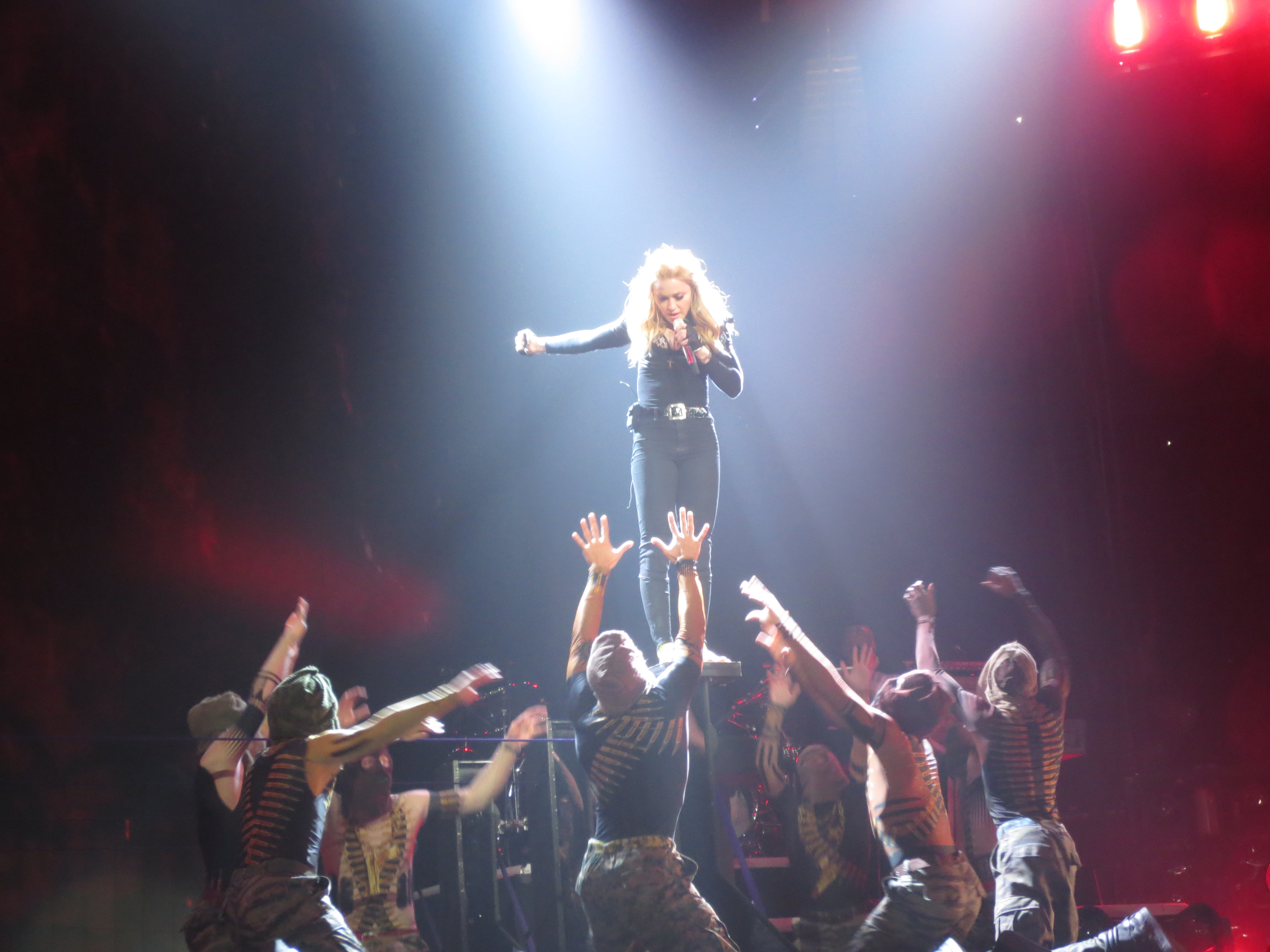
Madonna en 2012 durante la presentación del MDNA Tour. Las actuaciones en directo de la artista generalmente son alabadas por el alto nivel de disciplina física que requieren.

El asunto de la edad se ha convertido en un tema tabú, especialmente en la industria musical, pues ha dividido la opinión de los escritores, periodistas y académicos. Posiblemente el caso de Madonna sea el más hablado entre los medios y el público en general, ya que le dio relevancia al tema en estos últimos años. Algunos aseguran que se debe especialmente a la actitud indómita de la artista, misma que a través de controversias, su música ha quedado eclipsada.
Enric Zapatero del sitio Cromosoma X mencionó que la artista siempre ha lidiado con haters antes de la civilización tal y como la conocemos ahora. Esto hizo reflexionar a Zapatero pues dijo que quizá por eso siempre existe esa sensación de «no hace falta defender a Madonna». En este punto, la emisora Europa FM dice que ya «Madonna está acostumbrada a no gustar a todo el mundo, y siempre ha sido fiel a sí misma y segura de lo que hace y dice». En un análisis hecho por T. Cole Rachel de Pitchfork si bien indicó que ella siempre ha sido una figura complicada de amar, los que verdaderamente lo hacen no les importa la crítica que ella recibe. Con esto continuó diciendo que las críticas que ha recibido por su edad, desde que tiene 30 años se debe en parta por rechazar el statu quo, algo que ha definido toda su carrera. La situó en el término medio de famosos que hacen que envejecer parezca fácil, incluso genial, mientras que otros lo hacen ver realmente incómodo.
Abigail Garner, en el libro Rock On: Women, Ageing and Popular Music (2012), apuntó que convertirse en una mujer madura y una madre se ha convertido en un dilema para la cantante. En palabras de Garner, Madonna es ferozmente competitiva y es una cuestión de orgullo personal «permanecer en la cima». Pero al tener que competir con mujeres más jóvenes, está sometida a las mismas presiones para parecer joven, delgada y hermosa. Como resultado, tiene que esculpir continuamente su cuerpo a través de rigurosos entrenamientos y regímenes de dieta. Camille Paglia escribió que el verdadero problema es que Madonna (y otras estrellas) se rehúsan a envejecer con gracia y se aferran a la juventud.
En otro punto, Michael Arceneaux de VH1 recalcó las palabras de Diplo cuando dijo que «ella creó el mundo en el que vivimos», pues el autor señaló que ese mundo que la artista creó ha cambiado.

## Hechos relevantes

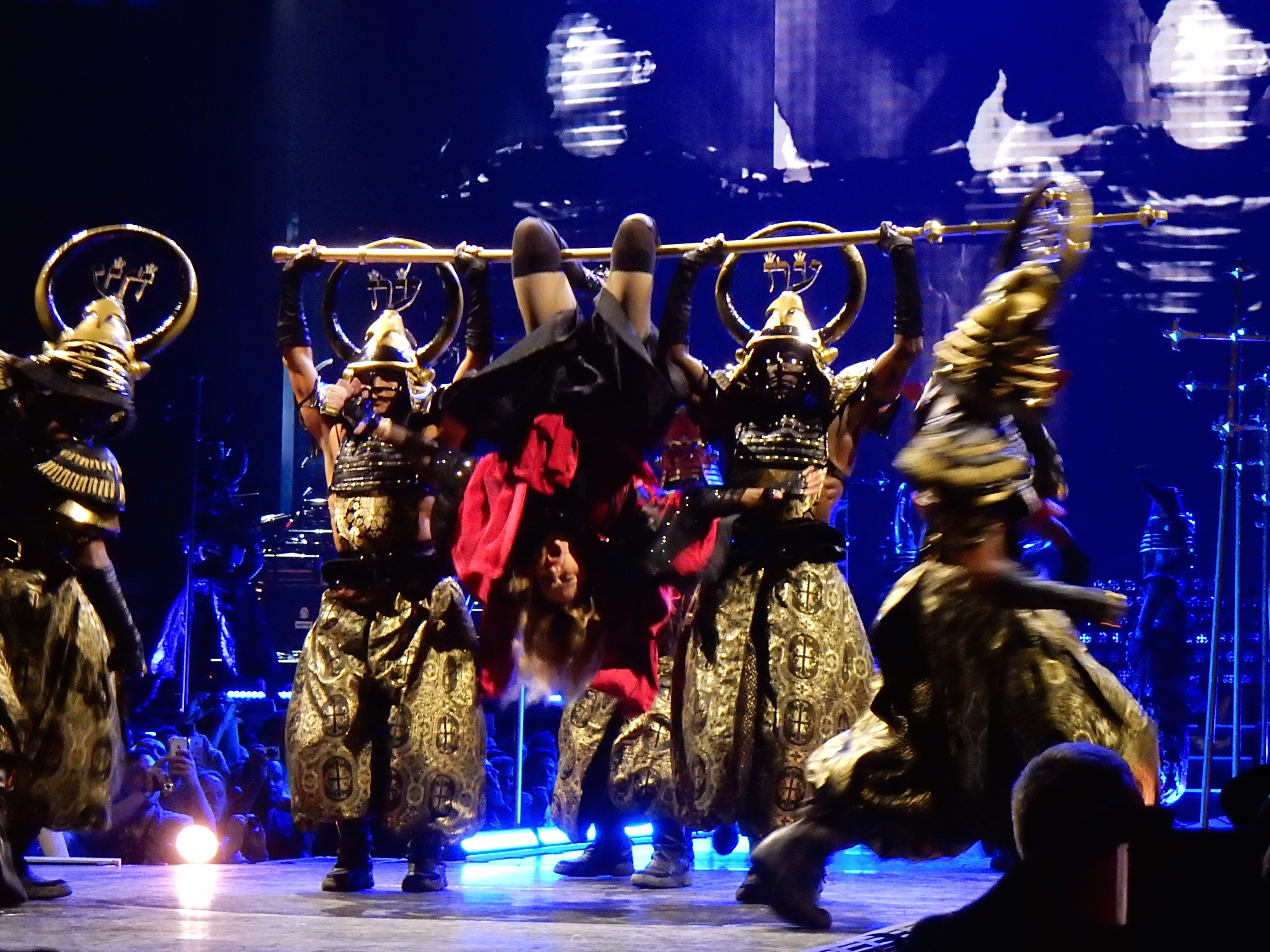
Madonna durante el desarrollo de su gira de 2015-2016 Rebel Heart Tour.

En 2015, Madonna se presentó en los premios Brit. En el inicio del espectáculo, una falla de vestuario hizo que cayera de las escaleras. Este incidente se volvió viral, siendo resultado de varios memes y de comentarios acerca de la edad de Madonna. La activista británica Ros Altmann defendió a la cantante y explicó que este fallo no tenía que ver con su edad, pues le pudo haber sucedido a cualquier artista de cualquier edad. Altmann informó además de tomar medidas urgentes para mejorar las posibilidades de trabajo de las personas de más edad en su país. A esto se le sumaría el incidente que tuvo ese mismo año al besar al rapero Drake en el festival de Coachella, cuando el cantante puso cara de asco. Las autoras del libro How Pop Culture Shapes the Stages of a Woman's Life (2016) escribieron que tras este incidente, recibió una recepción negativa por parte de los medios y los internautas. Las autoras lo describieron como «la incomodidad que la sociedad a menudo siente cuando se enfrenta con imágenes de mujeres maduras sexualmente activas».
En 2016, tras finalizar el Rebel Heart Tour, Icíar Ochoade Olano del Diario del Sur en España, mencionó que por razones de la discrimación por edad, «la indiscutible faraona del show business mundial durante las tres últimas décadas ha empezado a dar preocupantes muestras de flaqueza».

### Controversia de la BBC Radio 1
En 2012, Madonna lanzó su duodécimo álbum de estudio MDNA. El sencillo principal, «Give Me All Your Luvin'», junto a los lanzamientos posteriores del álbum no fueron tocados en la BBC Radio 1. El locutor Scott Mills defendió esta decisión de no reproducir la música de la artista al decir que a la audiencia juvenil no le interesaba Madonna. En 2014, George Ergatoudis dijo que la BBC Trust decidió hacer de la Radio 1 una estación atractiva para un grupo demográfico más joven.
Un artículo publicado por Daily Mail el 14 de febrero de 2015 citó de forma anónima a un empleado de la BBC Radio 1 quien declaró que «Living for Love» no debería ser tocada en la estación porque Madonna era «irrelevante» y «vieja». Radio 1 negó estas declaraciones en su cuenta de Facebook, al decir que la estación no «prohibía a nadie». Un representante explicó que la edad de un artista nunca es un factor a la hora de elegir las canciones en su lista de reproducción.
La noticia se volvió viral rápidamente y cientos de mensajes fueron posteados en la página de Facebook de la Radio 1 por parte de los seguidores de Madonna instando a la estación a tocar «Living for Love». El apoyo para la cantante también se extendería en las otras redes sociales de la estación como Twitter e Instagram, con mensajes de vínculos a los vídeos del sencillo y su presentación en la 57.ª entrega de los Premios Grammy, así como posts donde se afirmaba que Radio 1 estaba siendo discriminatoria.
La respuesta de los medios en general fue a favor de Madonna. Dan Wootton, del diario británico The Sun, criticó la decisión de Radio 1 de no tocar a Madonna y listó otros artistas que tenían un problema de airplay en la estación como Robbie Williams, Take That y Meghan Trainor. La BBC refutó rápidamente las declaraciones sobre la discriminación por edad y explicó que las canciones fueron elegidas una por una para su inclusión en su lista de reproducción semanal. Varios representantes pusieron de ejemplo a Paul McCartney quien tenía dos canciones en la lista, aunque muchos críticos señalaron que se trataban de colaboraciones con artistas más jóvenes («Only One» con Kanye West y «FourFiveSeconds» con Rihanna). La estación también añadió a esta lista de ejemplo a David Guetta, los Foo Fighters y Sia como artistas viejos en su lista de reproducción.

## Respuestas de Madonna
Madonna ha respondido a varias de las críticas por lo que los medios la han convertido en una activista por la causa. Uno de sus primeros comentarios fue en el programa de Jonathan Ross en 1992, cuando tenía 34 años, donde mencionó: «No solo sufrimos el racismo o el sexismo, también la discriminación por edad. Una vez que has llegado a cierta edad, no se te permite ser atrevida. No se te permite ser sexual. Un montón de gente dice: "Es patético. Espero que no haga eso en 10 años". Y yo digo: "¿A quién le importa? ¿Qué pasa si quiero? ¿Hay una norma? ¿Se supone que tienes que morirte cuando tienes 40 años?"». Las siguientes respuestas de Madonna han ido en sintonía con esta. En el lanzamiento de su disco Rebel Heart en 2015, la artista subrayó que «no lo había percibido con tanta fuerza hasta ahora». Señaló que a la gente le cuesta mucho hacerse a la idea de que a los 50 años una mujer «pueda pasárselo en grande, correr aventuras, hacer tonterías, ser sensual, disfrutar de una vida sexual activa». De esto dijo: «Es lo que he hecho siempre. No sé por qué tendría que dejar de hacerlo ahora. ¿Hay un manual sobre cómo vivir?».
En ese mismo año, mientras hablaba con Vanessa Grigoriadis en una entrevista para Billboard, Madonna reflexionó: «Sigo abriendo puertas para las mujeres que vienen detrás de mí. No conozco a muchas mujeres que tengan una carrera en la música pop tan exitosa como la mía. Esperé hasta que fui mayor para tener hijos. He criado a mis hijos sin estar casada. Y sigo expresándome a mí misma y mi sexualidad a los cincuenta y tantos, aunque se considere un tabú: recibo un montón de mierda por ello. Pero en 20 años, probablemente a Miley Cyrus no le arrojen tanta mierda por ello. Entonces dirán algo como "oh, sí, no es nada nuevo"». Muy similar fue lo que le dijo a la revista Rolling Stone ese mismo año: «Si tengo que abrir la puerta para que las mujeres pueden ser tan sexuales y atractivas a sus 50 o 60 como cuando tenían 20, entonces que así sea». En el aniversario número 150 de la revista Harper's Bazaar Madonna fue elegida para la portada de la misma y concedió una entrevista donde habló sobre la discrimación por edad.
En respuesta a la controversia por parte de la BBC Radio 1, Madonna publicó en su cuenta de Twitter un recorte de periódico y agradeció a sus fanáticos por el apoyo. En una entrevista con Dan Wootton para The Sun, la cantante calificó esta omisión de «injusta» y «discriminatoria». También recordó haber hablado sobre este incidente con su mánager Guy Oseary y admitió que le resultaba perplejo saber que los artistas de cincuenta años en adelante no eran tocados en la radio, sin excepciones. Ella mencionó: «Hemos hecho tantos avances en otras áreas —los derechos civiles, los derechos de los homosexuales— pero la discriminación por edad todavía es un área que es tabú».
En 2012, la artista utilizó un videoclip especial de fondo en la presentación de «Nobody Knows Me» para la gira The MDNA Tour con el que se veían recortes en su cara en los que la insultan por ser vieja.

### Discurso en el Billboard Women in Music Awards (2016)
El discurso de aceptación durante la ceremonia de premios Billboard Women in Music de 2016, donde Madonna ganó el premio más importante de la noche, se volvió viral y recibió elogios por parte de la prensa o artistas como Lady Gaga. Para Camille Paglia fue una asombrosa apropiación de la retórica feminista estereotipada por Madonna, una superestrella cuyo principal logro en la historia cultural fue el derrocar a la «vieja guardia» puritana del feminismo de la segunda ola del feminismo y la liberación del pro-sexo.
En el discurso, la artista habló sobre la situación en la que se ha visto envuelta en la industria musical donde dijo: «Te criticarán, te vilipendiarán y definitivamente no pondrán tus canciones en la radio». Ella prosiguió con su discurso donde señaló: «Finalmente, no envejezcas. Envejecer es un pecado». María Mérida de la revista Vogue elogió las palabras de la cantante y dijo que la industria musical escoge a sus nuevos reyes y Madonna resiste.

## Comentarios de otros artistas

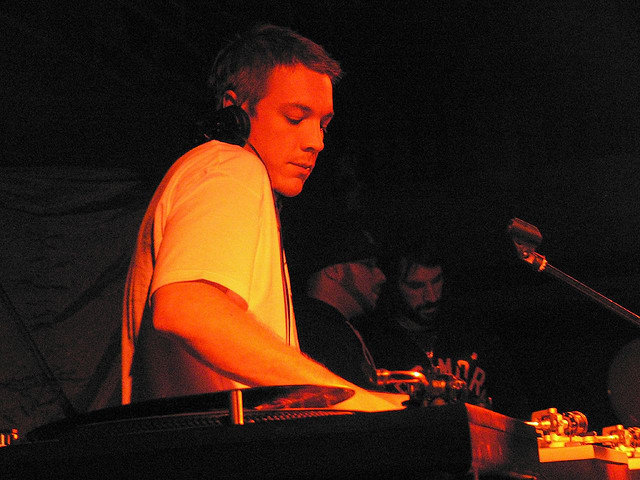
Diplo en 2005.

Tori Amos defendió a Madonna y en 2015, dijo: «Ella toma decisiones y puede hacer cosas físicamente que chicas 25 años más jóvenes no pueden. Creo que la gente quiere que ella se avergüence de las cosas que hace y de la edad que tiene. Me da lástima que no podamos aceptar a Madonna y decir: "Wow, esta es una artista que se expresa a su manera"». En 2012, la cantante escocesa Shirley Manson también la defendió al reflexionar: «Si parece vieja, se ríen; si se arregla la cara, se ríen. ¡Nadie hace esto con George Clooney! Me dan ganas de decirles: ¿A dónde quieres llegar? ¡Qué sorpresa! ¿O quizá tu objetivo es menospreciar todo lo que ha conseguido?».
El productor Diplo también hizo un comentario en el caso de la artista a través de su cuenta de Twitter: «Estoy confundido de que a Madonna no se le permita ser sexy, ¿pero Caitlyn Jenner lo es?». En 2015, tras la decisión de la BBC Radio 1 de no tocar más la música de Madonna, artistas como Darren Hayes, Boy George, Elly Jackson, Rita Ora o La Roux apoyaron a la cantante y publicaron mensajes en sus redes sociales.

## Legado
Kyle McMahon, del Huffington Post, enfatizó que Madonna ha derribado muchas barreras para las mujeres, estrellas del pop, homosexuales, la raza, la religión, los negocios y todo lo demás. Esta vez lo está haciendo con el tabú sobre la edad. También destacó que no sigue las tendencias, sino que las crea. A pesar de que algunos alabarán la edad de estrellas masculinas como los integrantes de las bandas U2 o The Rolling Stones, es lo contrario con Madonna. Sin embargo, McMahon señaló que al menos aquí, ella es la única que todavía está creando éxitos.
Sergio del Amo, del sitio Jenesaispop, alabó a Madonna y dijo que «por muchas maliciosas críticas que le puedan caer, es totalmente consciente del papel que ocupa y el interesante capítulo inédito que está escribiendo en la actual historia del pop». Reflexionó:

Ni Cher ni Tina Turner, por mucha pierna que ensañara, explotaron su faceta más sexual cuando tenían la edad de nuestra protagonista, por lo que Madonna vuelve a sentar cátedra en el asunto y está allanando el terreno para que las artistas más veteranas no se empequeñezcan ante esas rivales mucho más jóvenes que están repitiendo exactamente los patrones cimentados décadas atrás. ¿Veremos a Beyoncé, Lady Gaga, Katy Perry o Rihanna vender su sexualidad también a los 50 o lo evitarán tras las críticas que recibe Madonna?.

Mónica Zent de la revista Entrepreneur dijo que de las lecciones que hemos aprendido de Madonna es que la edad es un estado mental. De esta forma, el diario hondureño La Prensa dijo que Madonna es la reina del arte de romper las reglas.
A pesar de que ha sufrido censuras en estaciones como BBC Radio 1, Madonna ha alcanzado éxito con sus lanzamientos. Ha roto varios récords por edad, como alcanzar el número uno con un álbum y sencillo simultáneamente en las carteleras británicas con el álbum Confessions on a Dance Floor y el tema «Hung Up» a los 47 años y 101 días.